# Gheorghe Duca (academician)
Gheorghe Duca (n. 29 februarie 1952, Copăceni, raionul Sîngerei, RSS Moldovenească) este un om de știință din Republica Moldova, fost președinte al Academiei de Științe a Moldovei, membru de onoare al Academiei Române și fost Ministru al Ecologiei, Construcțiilor și Dezvoltării Teritoriului în perioada 19 aprilie 2001 – 5 februarie 2004.

## Biografie

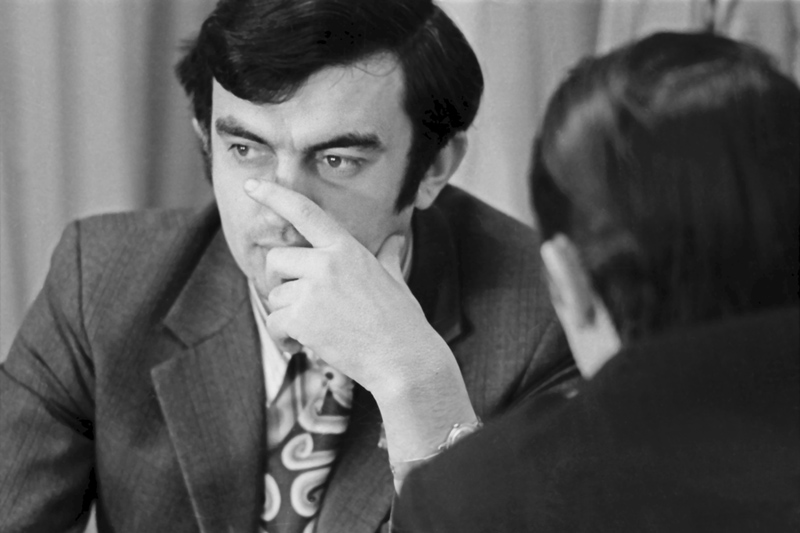
Gheorghe Duca în anii 1970

Gheorghe Duca s-a născut la data de 29 februarie 1952 în satul Copăceni, raionul Sîngerei (astăzi în Republica Moldova). A urmat cursurile Facultății de Chimie din cadrul Universității de Stat din Moldova (Chișinău) în perioada 1969-1974. A fost secretarul organizației comsomoliste a Universității din Chișinău, care întrunea circa 5000 de comsomoliști. Ulterior este membru PCUS.
În anul 1974, după absolvirea Facultății, se înscrie la doctorat la Universitatea de Stat din Moldova, Catedra de Chimie Fizică. Obține în anul 1979 titlul științific de Doctor în științe (specializarea Chimia Fizică) la Universitatea de Stat din Moldova, cu teza "Cataliza oxidării acidului tartric și dihidroxifumaric". În anul 1983, este laureat al Premiului de Stat pentru Tineret în domeniul Științelor și Tehnicii din Moldova.
Între anii 1985-1988, urmează un stagiu de instruire post-doctorat la Institutul de Chimie Fizică al Academiei de Științe din Rusia. În anul 1989, obține titlul de Doctor Habilitat în științe în Protecția Mediului; în Cinetică și Cataliză la Universitatea de Stat din Odessa (astăzi în Ucraina), cu teza "Mecanismele proceselor eco-chimice în mediu acvatic".
Între anii 1989-1990, urmează un stagiu de instruire în ramura ingineriei mediului la Universitatea Sapienza din Roma (Italia). Ulterior, Gheorghe Duca participă la o serie de cursuri de instruire în străinătate în următoarele domenii: Managementul Ecologic (EERO, Olanda, 1993), Evaluarea Impactului de Ecologic (Universitatea Central Europeană, Budapesta, 1996), Educația Ecologică (Universitatea din California, Riverside, 2000), Programe Manageriale (Fundația CRDF și Fundația Științifică Națională, Virginia de Vest, 2000) și Analiza apei și a deșeurilor (Societatea Chimică Americană, New Orleans, 2001).
Este căsătorit cu membrul corespondent al ASM, Maria Duca. Gheorghe Duca este nașul de cununie al cuplului de jurnaliști Diana Madan și Ion Preașcă.

## Cariera profesională
Fiind membru PCUS, după absolvirea Facultății, Gheorghe Duca este încadrat în învățământul universitar din Republica Moldova. În perioada 1982-2006, sub îndrumarea prof. dr. Gheorghe Duca, 10 doctoranzi și-au susținut tezele, iar 6 doctoranzi pregătesc actualmente teze în domeniul chimiei fizice și protecției mediului ambiant.
În perioada 1988-1992, deține funcția de șef al Catedrei de Chimie Fizică a Universității de Stat din Moldova. În anul 1990, obține gradul didactic de Profesor universitar la Universitatea de Stat din Moldova. Între anii 1991-1998, este Director al Centrului de Cercetări în Domeniul Chimiei Industriale și Ecologice al Universității de Stat din Moldova.
Prof. Gheorghe Duca a îndeplinit în perioada 1992-1998 funcția de Decan al Facultății de Chimie Industrială și Ecologică din cadrul Universității de Stat din Moldova. De asemenea, prin cumul, între anii 1992-1995, a fost și Decan al Facultății de Ecologie din cadrul Universității Internaționale din Moldova.
Personalitate remarcabilă în domeniul chimiei, fizicii și a protecției mediului ambiant, Gheorghe Duca a fost desemnat în anul 1992 ca președinte al Comitetului Republican pentru Decernarea Premiilor pentru Tineret în Domeniul Științei și Tehnicii, funcție pe care o deține și în prezent.

## Academician și ministru
Prof. Gheorghe Duca a fost ales în anul 1992 ca membru corespondent al Academiei de Științe a Moldovei, apoi în anul 2000 ca membru titular al aceleiași instituții academice. Tot din anul 2000, este președinte de onoare al Asociației de Cercetare și Dezvoltare din Moldova (MRDA). În anul 2007 a fost ales ca membru de onoare al Academiei Române.
Ales în anul 1998 deputat în Parlamentul Republicii Moldova pe listele “Alianței Braghiș”, acad. Gheorghe Duca a fost în perioada 1998-2001 președinte al Comisiei pentru Cultură, Știință, Învățământ și Mijloace de Informare în Masă al legislativului de la Chișinău. În anul 2000, este numit Consul Onorific al Greciei în Republica Moldova.
În baza votului de încredere acordat de Parlament, prin Decretul Președintelui Republicii Moldova, la 19 aprilie 2001, este numit în funcția de Ministru al Ecologiei, Construcțiilor și Dezvoltării Teritoriului în primul guvern condus de Vasile Tarlev. În calitate de ministru, Gheorghe Duca nu a votat pentru schimbarea denumirii obiectului de studii “limba română” în “limba moldovenească”.
La data de 5 februarie 2004, ministrul Gheorghe Duca a fost ales în funcția de președinte al Academiei de Științe din Moldova, demisionând din guvern. Prin decretul președintelui Republicii Moldova Vladimir Voronin, Gheorghe Duca, președinte al Academiei de Științe a Moldovei, este numit din oficiu ca membru al Guvernului, funcție pe care o deține și în prezent.

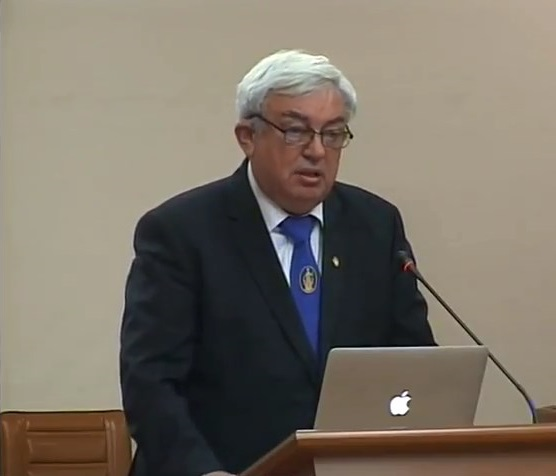
Gheorghe Duca în 2017

În 2007 a fost ales membru de onoare al Academiei Române.
A fost reales ca președinte al Academiei de Științe din Moldova la data de 21 februarie 2008.

## Activitate științifică și premii obținute
Aria intereselor științifice și unele realizări:
Cinetica și cataliza chimică; Compuși coordinativi cu transfer parțial al sarcinii în procesele redox; Chimia Ecologică, Transformarea peroxidului de hidrogen în mediul ambiant (oceane-mări-lacuri-râuri, atmosferă-hidrosferă, sol-hidrosferă); Optimizări în tehnologii chimice și mediu; Procese de autoepurare a apelor naturale; Managementul deșeurilor; Tehnologii de purificare a apelor; Estimarea riscului chimic; Audit ecologic; Educație ecologică.
A dezvoltat teoria fenomenului redox în mediul ambiant, a elucidat mecanismele de oxidare și reducere a componentelor în procesul de formare a calității sistemelor acvatice, precum și a produselor oenologice. A elaborat: tehnologii de tratare fizico-chimică și biochimică a apelor reziduale, de valorificare a deșeurilor, de obținere a substanțelor medicinale, cosmetice, de micșorare a noxelor din atmosfera; metode de estimare a riscului chimic in apariția cancerului pulmonar și gastro-intestinal; procedee noi de obținere a substanțelor biologic active; auditul ecologic; educație ecologică.
Școala Științifică și Discipoli:
Fondatorul Școlii Științifice de Chimie Ecologică http://www.duca.md/node/593 
Școala științifică este compusă din 27 de discipoli, 23 au obținut gradul științific de doctor în științe și 4 au obținut gradul științific de doctor habilitat în științe. 
Publicații științifice:
Autor a peste 70 de monografii și manuale; 150 de brevete de invenție; 1500 de articole despre chimia fizică, chimia ecologică, chimia tehnologică și managementul științei.
A participat la numeroase conferințe științifice în domeniul chimiei ecologice și al evaluării riscurilor chimice. 
Este deținător al mai multor premii și medalii de aur și argint la Expozițiile Internaționale de Invenții.
A participat la numeroase consfătuiri pe probleme ecologice, fiind din anul 1998 expert evaluator la Programul European INTAS. A coordonat implementarea Programului de aprovizionare cu apă a Republicii Moldova finanțat de la Banca Mondială (2003-2005). A fost și copreședinte al Convenției Dunărene.
Printre titlurile obținute de acad. Gheorge Duca menționăm următoarele:
- Doctor Honoris Causa al Universității Internaționale din Moldova (1993), al Universității „Gh. Asachi” din Iași (2000) și al Universității de Științe Naturale și Umaniste din Cahul (2001)
- membru al Societății Chimice Americane (1997), al Academiei Central Europene de Știință și Artă (1999), al Academiei Internaționale de Informatică (1999), al Academiei Pedagogice din Rusia (1999) și al Academiei Europene de Științe și Arte cu sediul în Salzburg (Austria) (2008)
- Laureat al Premiului de Stat pentru știință, tehnică și producție din Republica Moldova (1995 și 2000)
- Titlul onorific de „Om emerit în știință" (1996)
- Titlul de “Savant al Anului“, instituit de Academia de Științe a Moldovei și de Banca de Economie (2005)
- Titular al “Medaliei de Aur pentru Eminente Servicii aduse Cauzei Progresului“, ICEPEC, Bruxelles (2005)
- Cavaler al Ordinului pentru Invenții al Regatului Belgiei (2003)
- Cavaler al “Crucii de Comandor al Ordinului de Onoare“, instituit de Guvernul Poloniei (2004)

## Lucrări publicate
- Poluanți organici persistenți. Starea actuală și evaluarea capacităților de monitoring în Republica Moldova (în colaborare, 2004).
- Study of persistent colorants destruction in used water by electrochemical treatment. Troisieme colloque francoroumain de chimie appliquee (COFrRoCA 2004) (în colaborare, Bacău, 2004).
- Fluorine problems and water de-fluorization in Moldova (“Chemistry for Water”, International Conference, June 2004, Paris).
- ASM și Dialogul European (Academica, România, februarie 2005).
- Chimia Ecologică: Realizări de ultimă oră (2005).
- Societatea bazată pe cunoaștere (2007).